# Сакатийо
„Сакатийо, кътче в сърцето ти“ (на испански: Zacatillo, un lugar en tu corazón) е мексиканска теленовела от 2010 г., създадена от Педро Пабло Кинтания, режисирана от Гастон Тусет и Клаудия Елиса Агилар, и продуцирана от Лусеро Суарес за Телевиса.
В главните роли са Ингрид Марц и Хорхе Аравена, а в отрицателните – Лаура Сапата и Кармен Бесера. Специално участие вземат Патрисия Навидад, Арат де ла Торе, Мариана Кар, Алехандро Ибара и Арлет Теран.

## Сюжет
Карла Абреу е млада актриса и певица, която смята, че кариерата ѝ е в застой. Тя решава да се оттегли от сцената за две години. Съобщава решението си на своята пиарка, Мириам Солорсано, която не е въодушевена от това. Мириам решава да убие Карла и да си присвои парите ѝ. Професионален ангажимент задължава Карла да отиде в един малък град, наречен Сакатийо. В деня на представлението, съучастникът на Мириам се опитва да убие Карла, но тя се спасява и започва да се представя с името Сара Виегас.
Тъй като никой нищо не подозира, Карла решава да остане в Сакатийо, представяйки се за Сара. Тя се свързва с Габриел Сарате, с когото се е запознала, но с името Карла. Още при първата им среща двамата се влюбват, но сега Габриел е объркан, макар че подозира, че Карла и Сара са една и съща личност.
Проблемите възникват, когато Адриана, бившата приятелка на Габриел, се завръща в Сакатийо и започва да крои планове как да раздели Сара и Габриел. Междувременно, Мириам и любовникът ѝ, Фернандо Галвес, се връщат в Сакатийо, за да снимат биографичен филм за Карла, но изкривяват реалността, представяйки артистката като леконравна и капризна жена.

## Актьори
Част от актьорския състав:
- Ингрид Марц – Карла Абреу Кампос де Сарате / Сара Виляегас
- Хорхе Аравена – Габриел Сарате Морено
- Лаура Сапата – Мириам Солорсано де Галвес
- Кармен Бесера – Адриана Перес-Котапо Ечеверия
- Алехандор Ибара – Алехандро Сандовал
- Патрисия Навидад – Сорайда Думонт де Сарате
- Арат де ла Торе – Каретино Каретас / Хино
- Мигел Анхел Биаджио – Фернандо Галвес
- Арлет Теран – Ортенсия де Каретас
- Мариана Кар – Роса Ечеверия вдовица де Перес-Котапо
- Габриела Меядо – Гуадалупе Тревиньо
- Ракел Морел – Кармен
- Аданели Нуниес – Енграсия
- Бегоня Нарваес – Мариса
- Хорхе Гайегос – Марлон
- Патрисия Рейес Спиндола – Фредесвинда Каретас

## Премиера
Премиерата на Сакатийо е на 1 февруари 2010 г. по Canal de las Estrellas. Последният 130. епизод е излъчен на 30 юли 2010 г.

## Награди и номинации
Награди TVyNovelas 2011
| Категория                           | Номинация         | Резултат   |
| ----------------------------------- | ----------------- | ---------- |
| Най-добра актриса в поддържаща роля | Патрисия Навидад  | Номинирана |
| Най-добър актьор в поддържаща роля  | Арат де ла Торе   | Номиниран  |
| Най-добра първа актриса             | Лаура Сапата      | Номинирана |
| Най-добра млада актриса             | Габриела Меядо    | Номинирана |
| Най-добро мъжко откритие            | Хосе Карлос Фемат | Номиниран  |